# Rüppells miertapuit
De Rüppells miertapuit (Myrmecocichla melaena) is een zangvogel uit de familie Muscicapidae (Vliegenvangers).

## Verspreiding en leefgebied
Deze soort komt voor in noordelijk Ethiopië en Eritrea.